# Helicopter (Bloc Party)
Helicopter è un singolo del gruppo rock britannico Bloc Party estratto dall'album Silent Alarm, pubblicato nel Regno Unito nel 2004 e due anni dopo come singolo d'esordio dell'album Silent Alarm negli Stati Uniti. Il singolo, che ha ottenuto un buon successo, è presente in diversi videogame tra i quali FIFA 06 e Guitar Hero III: Legends of Rock.

## Video
Il video, pubblicato tramite il canale YouTube nell'agosto del 2006 ha superato le 20 milioni di visualizzazioni, diventando una delle canzoni dei Bloc Party più ascoltate dietro a Banquet. La sequenza, in bianco e nero, mostra il gruppo suonare in una vecchia casa abbandonata.

## Tracce
Wichita / WEBB070S (UK)
1. Helicopter
2. Skeleton

Compact Disc Wichita / WEBB070SCD (UK)
1. Helicopter
2. Always New Depths
3. Tulips (Minotaur Shock Mix)

US Compact Disc
1. Helicopter (Diplo Remix)
2. Helicopter (Weird Science Remix featuring Peaches)
3. Helicopter (Whitey Remix)
4. Helicopter (Original Version)

US 12" in vinile
1. Helicopter (Diplo Remix)
2. Helicopter (Weird Science Remix featuring Peaches)